# Панславянские цвета
Панславянские цвета (чеш. slovanské barvy) — синий, белый и красный цвета, присутствующие на национальных и государственных флагах ряда славянских государств, славянских регионов и организаций.
Большинство исследователей считает, что панславянские цвета произошли от цветов флага России.

## История

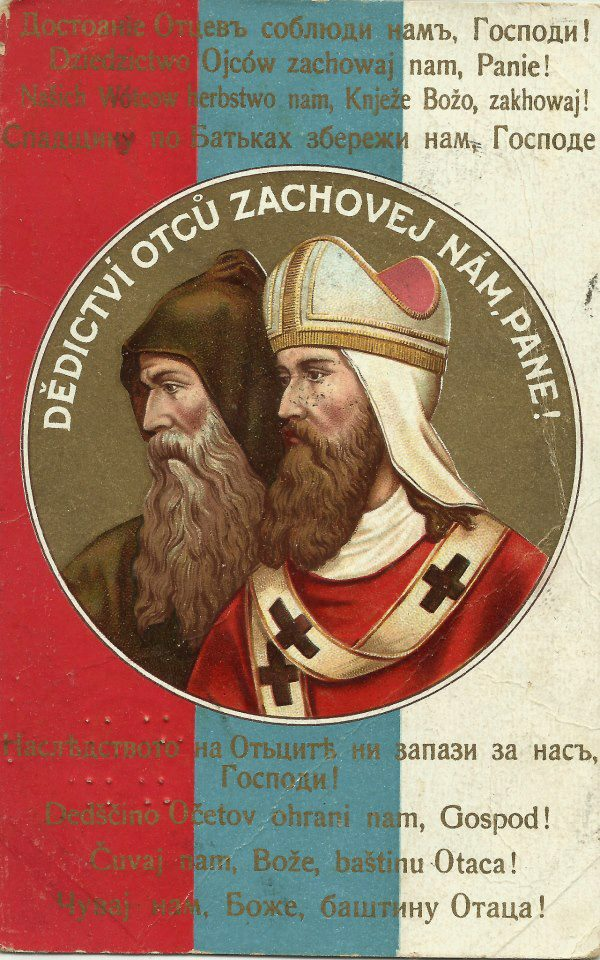
Почтовая карточка с изображением Кирилла и Мефодия и надписью «Достояние отцев соблюди нам, Господи!» на девяти славянских языках, между 1918 и 1939 годами

Белый, красный и синий цвета, названные впоследствии славянскими, встречались на знамёнах славянских стран с XIII века: о флаге Сербии в источнике 1281 года известно, что он был красно-синим («vexillum unum de zendato rubeo et blavo» — «флаг равно красного и синего»); синее с красно-белым орлом знамя Моравии зафиксировано Гельнхаузенским кодексом 1407 года; флаги Польши с XV века были красного цвета с белым орлом; сине-красно-белое знамя приведено и на Стокгольмском свитке, иллюстрирующем торжественную процессию в Кракове в 1605 году.
В 1848 году на Славянском съезде в Праге, по мнению историка Г. В. Вилинбахова, его участники приняли решение, что возьмут за основу для флагов своих освободительных движений русский бело-сине-красный флаг. На самом съезде чешскоговорящие моравы уже выступали под бело-красно-синим флагом. В том же году лужицкие сербы провозгласили своим символом сине-красно-белый триколор. Также эти цвета, но несколько в другой последовательности — сине-бело-красный, использовал в 1848 году бан Хорватии Й. Елачич, к флагу которого восходит современный флаг Хорватии. Словенские патриоты повторили на своём флаге расположение цветов российского триколора, а словацкие революционеры в 1848 году для своего флага приняли обратный порядок цветов — красно-сине-белый. С 1918 года сине-бело-красные цвета стали символом единого югославянского государства.
За рубежом чаще всего видели бело-сине-красный флаг, развевающийся на российских торговых судах. В соответствии с международной традицией, как правило, национальный или государственный флаг одновременно является и флагом гражданского флота. Поэтому именно его считали «русским национальным флагом». Да и в самой Российской империи петровский бело-сине-красный флаг часто считался обывательским, то есть гражданским, а после утверждения в 1858 году государственным чёрно-жёлто-белого флага последний воспринимался обществом как правительственный флаг.
На II Славянском съезде, состоявшемся в 1867 году в России, главным символом являлась бело-золотая хоругвь, на которой были изображены славянские первоучители Кирилл и Мефодий, а над ними — Спаситель, благословляющий их на апостольский подвиг. По газетным публикациям того времени, это знамя славянского единства вызывало уважение у всех присутствовавших.
Существует также версия о происхождении панславянских цветов от цветов Французской революции 1789 года, символизирующих «революционные идеалы».

## Исторические флаги с панславянскими цветами

Национальный флаг Сербии (1835—1941)
Национальный флаг Словении во время революции 1848 года
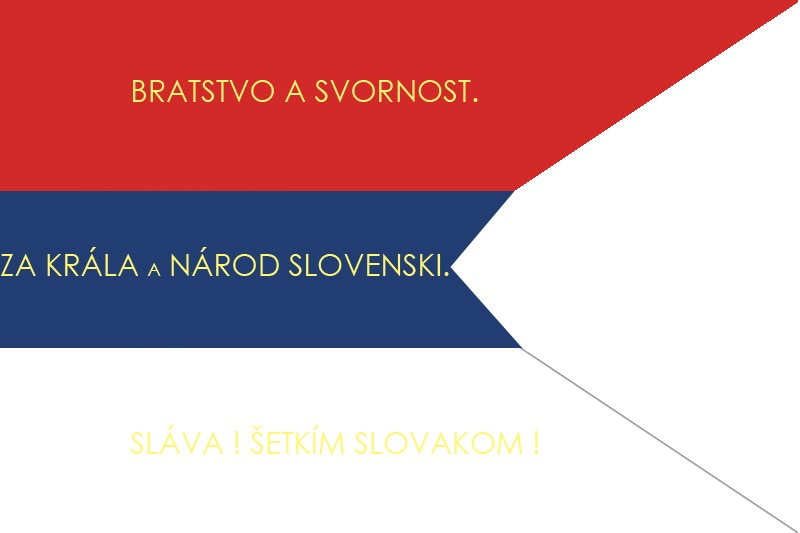
Флаг словацкой революции в 1848 году
Флаг моравов в 1848 году
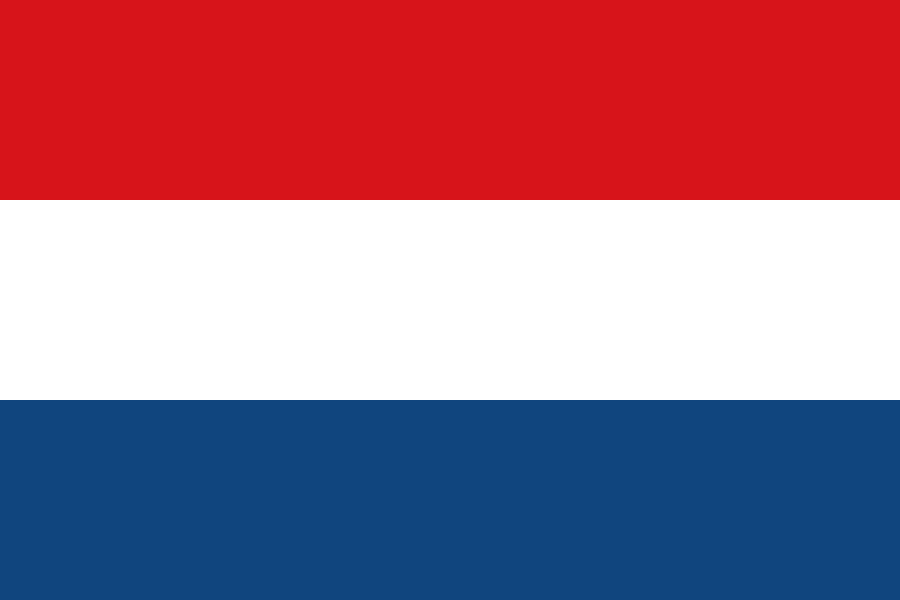
Исторический флаг Моравии, использовавшийся во второй половине XIX — начале XX веков
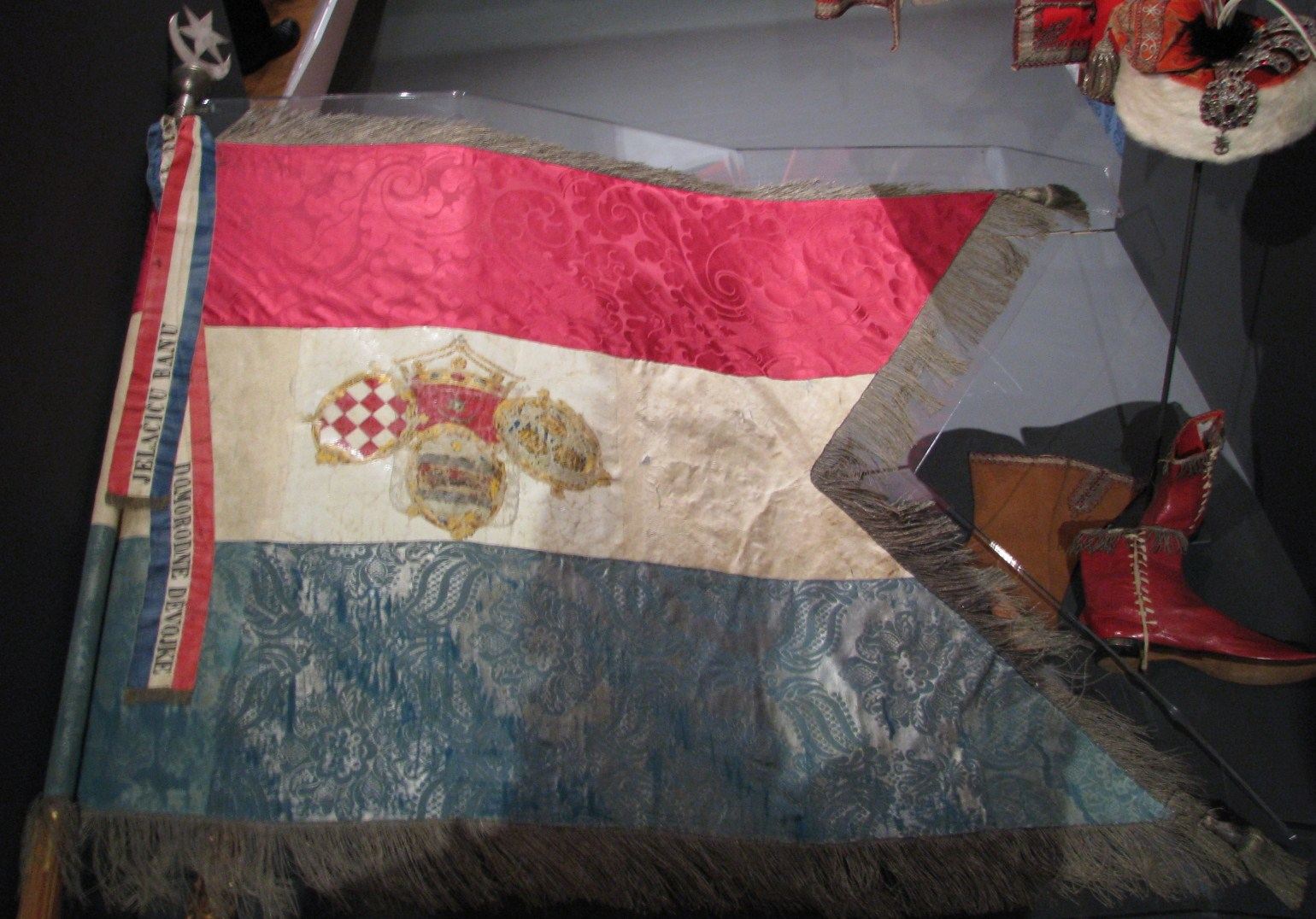
Инаугурационное знамя бана Хорватии Й. Елачича в 1848 году
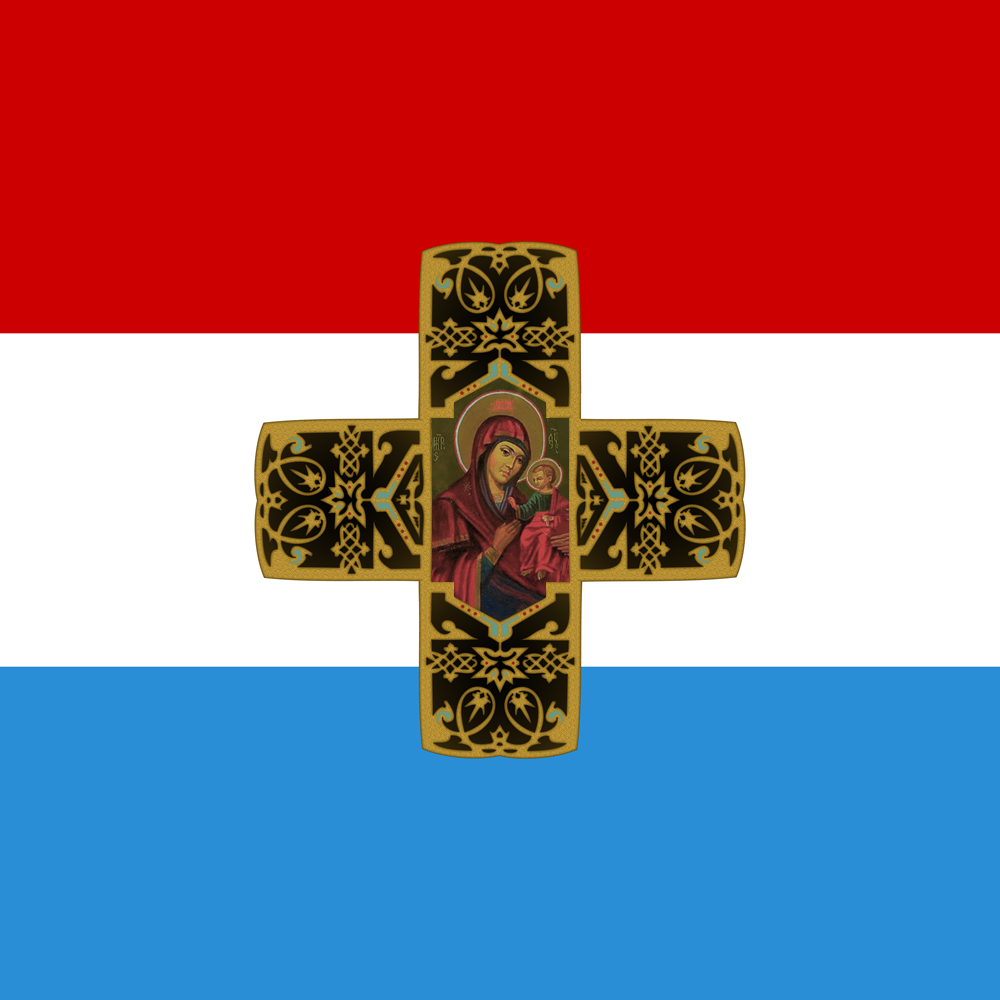
Самарское знамя (1877 г.)
Торговый флаг Черногории (1881—1918)
Национальный флаг Черногории (1905—1918 и 1941—1944)
Государственный флаг Черногории (1910—1918)
Флаг Государства словенцев, хорватов и сербов (1918)
Флаг Герцогства Крайна (до 1918 года)
Флаг Королевства сербов, хорватов и словенцев (с 1929 года — Югославии) (1918)
Флаг Протектората Богемии и Моравии (1939—1945)
Флаг Словацкой республики (1939—1945, 1990—1992)
Флаг Независимого государства Хорватия (1941—1945)
Флаг Югославии (1945)
Флаг Боснии и Герцеговины (1947—1992)
Флаг Сербии (1947—1992)
Флаг Словении (1947—1991)
Флаг Хорватии (1947—1990)
Флаг Черногории (1947—1992)
Флаг Черногории (1993—2004)

## Современные флаги
Флаги нескольких славянских стран имеют бело-сине-красные цвета в различных вариантах, расположенных, как правило, горизонтально. Болгарский исследователь Иван Стойчев считает, что на выбор расположения цветов болгарского флага также повлияла популярность России и её триколора.
Современные флаги, цвета которых совпадают с панславянскими (цвета флага России) или близки им:

Флаг России
Флаг лужицких сербов (1848)
Флаг Болгарии (1879)
Флаг Словакии (1992)
Флаг Словении (1991)
Флаг Сербии (2004)
Флаг Хорватии (1990)
Флаг Чехии (1920)[18]
Флаг Республики Сербской (1992)
Флаг Республики Сербская Краина (1992)
Флаг Крыма (1992)
Флаг русинов (2007)[19]